# Клоун Арт
Кло́ун Арт (англ. Art the Clown) — главный антагонист серии фильмов «Ужасающий» и связанных с ней кинопроизведений. Был создан Дэмиеном Леоне и впервые появился в исполнении Майка Джаннелли в короткометражных фильмах «Девятый круг» (2008) и «Несущий ужас» (2011), а затем — в полнометражном фильме-антологии «Канун Дня Всех Святых» (2013). В полнометражных картинах «Ужасающий» (2016), «Ужасающий 2» (2022), «Ужасающий 3» (2024) и «Ужасающий 4» (TBA) роль злодея играет Дэвид Ховард Торнтон.
Работая над «Девятым кругом», Леоне экспериментировал с различными идеями в жанре ужасов, а в качестве фонового персонажа добавил Арта. В результате именно клоун вызвал наибольший зрительский интерес, определив вектор развития последующих работ Леоне на целое десятилетие. Благодаря положительным отзывам и кассовому успеху ленты «Ужасающий 2» Арт влился в поп-культуру и обрёл статус культового кинозлодея-клоуна. История происхождения персонажа не раскрывается, хотя все его появления указывают на то, что он — существо, наделённое сверхъестественными силами. Главным врагом злодея выступает «последняя девушка» Сиенна Шоу (Лорен Лавера), что, по замыслу Леоне, является кинематографической интерпретацией борьбы библейских начал добра и зла.

## Появления

Арт в исполнении Майка Джаннелли в короткометражном фильме «Несущий ужас» (2011)

Арт впервые появился в короткометражном фильме «Девятый круг» 2008 года, действие которого разворачивается на пустой железнодорожной станции в ночь на Хэллоуин: он садится напротив девушки по имени Кейси (Кайла Лиан) и начинает привлекать к себе её внимание. Будучи лишь вспомогательным персонажем в картине, клоун с помощью шприца лишает Кейси сознания и доставляет её в сатанинский культ для жертвоприношения Сатане.
Второе появление Арта состоялось в короткометражном фильме «Несущий ужас» 2011 года, где он преследует и калечит молодую художницу по костюмам (Мари Мэйсер), ставшую свидетельницей одного из его убийств на заправке.
В полнометражном кино персонаж дебютировал с антологией «Канун Дня Всех Святых» 2013 года; в ней две предыдущие короткометражки представлены в виде фрагментов на VHS-кассете, которую главная героиня, няня по имени Сара (Кэти Магуайр), смотрит вместе с детьми в ночь на Хэллоуин. Арт проникает в реальный мир и убивает детей, что в итоге обнаруживает перепуганная Сара.
Второе появление Арта в полнометражном кино состоялось в картине «Ужасающий» 2016 года. По сюжету Арт обитает в вымышленном округе Майлз штата Нью-Йорк и охотится на тусовщицу Тару Хейз (Дженна Кэнелл) в ночь Хэллоуина. Убив Тару, он переключается на её сестру Викторию (Саманта Скаффиди), подоспевшую на место событий. На протяжении долгого времени девушка отчаянно борется за жизнь, но в один момент Арт сбивает её пикапом и съедает половину её лица, оставляя несчастную изуродованной. Клоун не успевает убить Викторию из-за прибывших вооружённых полицейских. Попав в безвыходное положение, Арт совершает самоубийство.
В фильме «Ужасающий 2» 2022 года зловещая сущность по имени Маленькая Бледная Девочка (Амели Маклэйн) воскрешает Арта и сопровождает его в преследовании Сиенны Шоу (Лорен Лавера) и её младшего брата Джонатана (Эллиот Фаллэм). Их отец (умерший от опухоли мозга) был художником: при жизни он нарисовал Арта и его жертв ещё до того, как они стали реальностью, а свою дочь изобразил героиней в доспехах ангела-воина, призванной победить клоуна, и подарил ей меч перед своей смертью. На Хэллоуин Сиенна наряжается в костюм по рисункам отца, который сама же и создала, и сражается с Артом в заброшенном парке развлечений. В конечном счёте девушка отрубает клоуну голову мечом отца. Однако Арт возвращается к жизни после того, как Виктория Хейз, находящаяся в психиатрической больнице, в буквальном смысле рожает его живую голову.
В фильме «Ужасающий 3» 2024 года, после того как одержимая Маленькой Бледной Девочкой Виктория родила голову Арта, в лечебницу возвращается его обезглавленное тело и воссоединяется с головой. Затем они сбегают в заброшенный дом и погружаются в состояние, подобное спячке. Пробуждение пары происходит через пять лет, когда двое рабочих случайно обнаруживают их тела, за что платятся своими жизнями. Арт устраивает бойню в местном баре, а затем, переодевшись в костюм Санта-Клауса (Дэниел Робук), отправляется в торговый центр, где взрывает толпу посетителей. Следующей целью Арта становится университет. Вооружившись бензопилой, он вырезает пару студентов, застав их врасплох во время секса в душе. Арт и Виктория вторгаются в дом семьи Сиенны. Они убивают её дядю Грега (Брайс Джонсон), демонстрируют ей голову Джонатана, обглоданную крысами, и связанную тётю Джесс (Маргарет Энн Флоренс), в то время как Гэбби (Антонелла Роуз), младшая кузина Сиенны, становится заложницей. Убив Викторию, Шоу вступает в сражение с клоуном, в результате которого многократно пронзает его мечом. Ослабленный Арт сбегает из дома и садится в автобус, где сигналит пассажирке своим клаксоном.

## Создание
Дэмиен Леоне создал образ Арта следующим образом: сначала в его голове родилась сцена, где девушка едет после работы домой на городском автобусе, в который впоследствии заходит клоун, садится рядом с ней и начинает всячески действовать ей на нервы. По его замыслу, сначала Арт предстаёт перед зрителем весёлым и комичным, однако постепенно становится «всё более пугающим и агрессивным». Леоне добавил такого клоуна (которого назвал Артом) в свой первый короткометражный фильм 2008 года «Девятый круг», но лишь в качестве фонового персонажа; «Я бросил в стену всё: клоунов, ведьм, демонов, монстров — всё на свете, надеясь, что хоть что-то прилипнет», — сказал Дэмиен.
Арт появился в следующем короткометражном фильме Леоне — «Несущий ужас» (2011). Здесь злодей преследует молодую художницу по костюмам, увидевшую, как он убивает работника заправки; в этой ленте Леоне, по просьбам зрителей, отдал клоуну ведущую роль. Позднее короткометражками заинтересовался кинопродюсер Джесси Баже: ознакомившись с ними на YouTube, он связался с Дэмиеном и предложил ему включить их в киноальманах. Решив не упускать шанс снять об Арте полнометражный фильм, Леоне тут же согласился. Таким образом в 2013 году свет увидела картина «Канун Дня Всех Святых»; история вращается вокруг молодой няни, которая становится мишенью для Арта после того, как дети, за которыми она присматривает, находят в мешке с конфетами, выпрошенными у соседей, неопознанную VHS-кассету. Антология, как и короткометражные ленты, показывает зрителям Арта как демоническую сущность, хотя о деталях его происхождения умалчивает. Во всех вышеупомянутых фильмах роль Арта играл друг Леоне, — Майк Джаннелли, — который в конечном счёте покинул киноиндустрию.
После выхода «Кануна Дня Всех Святых» Леоне загорелся желанием снять полнометражный фильм, посвящённый исключительно Арту, поскольку, по его мнению, кинематографу 2010-х годов не хватало культового хоррор-злодея, в особенности оригинального клоуна. Дэмиен стремился сделать Арта полной противоположностью Пеннивайзу из телефильма «Оно» 1990 года как по поведению, так и по внешнему виду: Арт лысый, немой, использует оружие и облачён в чёрно-белый костюм, тогда как клоун Пеннивайз имеет волосы, разговорчив, не прибегает к человеческому оружию и носит разноцветный наряд. В связи с уходом Джаннелли из кино роль перешла к Дэвиду Ховарду Торнтону. Сам Леоне прокомментировал рекаст так: «Майк — просто парень, одетый как клоун, в то время как Дэвид и есть клоун. Если вы знакомы с ним лично, то [знаете, что] он — ходячая мультяшка. В реальной жизни он как Кролик Роджер, и вы ни за что не поверите, что он — клоун Арт, — он умеет переключаться и приводить себя в мрачное состояние». Торнтон увидел на сайте цифрового кастинга Actors Access объявление о поиске «высокого, худого, комедийного актёра, имеющего опыт участия в клоунадах и комедиях». Торнтон знал клоуна Арта по фильму «Канун Дня Всех Святых» и через своего агента подал заявку на кинопробы, где мастерски сымпровизировал сцену убийства, в результате чего и получил роль.

## Отзывы о персонаже
Сол Харрис, редактор журнала Starburst, написал о персонаже следующее: «Арт — поистине загадочный и запоминающийся злодей. Он часто переходит грань того, что смотреть на него откровенно неприятно, отчего он выделяется из череды таких икон ужасов, как Фредди Крюгер и Чаки. Отдельной похвалы заслуживает Дэвид Ховард Торнтон за действительно прекрасную игру, не уступающую Карри и Скарсгарду». Более сдержанное мнение высказал блог Film School Reject, похвалив актёрское исполнение Торнтона и его язык тела, но в то же время осудил картину «Ужасающий» за ненавистническое отношение клоуна Арта к женщинам.

## В популярной культуре
В 2018 году компания Terror Threads пустила в продажу рождественский свитер с изображением клоуна Арта. В 2023 году Дэвид Ховард Торнтон повторил роль Арта в комедийном сериале «Ничегошеньки» в серии «Show Me the Way» («Покажи мне путь»).
В RPG Fear & Hunger 2: Termina появляется враг по имени Нидлс (Needles), похожий на Арта как в плане внешности, так и в манере поведения: например, он отпиливает голову неизвестному персонажу и использует пистолеты. Нидлс будет преследовать игрока и других участников фестиваля Termina и убивать их различными способами, если с ним не разделаться. В играх Call of Duty: Warzone и Call of Duty: Modern Warfare III Арт появляется в событии «The Haunting» 18 сентября 2024 года.
В 2024 году группа Ice Nine Kills посвятила персонажу песню «A Work of Art», которая стала частью саундтрека к фильму «Ужасающий 3».